# Жукув (Західнопоморське воєводство)
Жукув (пол. Żuków, нім. Suckow an der Plöne) — село в Польщі, у гміні Пшелевиці Пижицького повіту Західнопоморського воєводства.
Населення — 517 осіб (2011).
У 1975-1998 роках село належало до Щецинського воєводства.

## Демографія
Демографічна структура станом на 31 березня 2011 року:
|          | Загалом | Допрацездатний вік | Працездатний вік | Постпрацездатний вік |
| -------- | ------- | ------------------ | ---------------- | -------------------- |
| Чоловіки | 266     | 38                 | 208              | 20                   |
| Жінки    | 251     | 50                 | 146              | 55                   |
| Разом    | 517     | 88                 | 354              | 75                   |